# Pura (Tesino)
Pura es una comuna suiza del cantón del Tesino, situada en el distrito de Lugano, círculo de Magliasina. Limita al norte con la comuna de Curia, al noreste con Neggio, al este con Magliaso, al sureste con Caslano, al suroeste con Ponte Tresa, al oeste con Croglio, y al noroeste con Bedigliora.